# Aguada de Pasajeros
Aguada de Pasajeros là một đô thị và thành phố ở tỉnh Cienfuegos của Cuba.
Đô thị này được chia thành các phường (barrio) Aguada, Carreño, Cayamas, Ciénaga de Zapata, Guayabales, Jagüey Chico, Matún, Real Campiña, Venero và Yaguaramas.

## Thông tin nhân khẩu
Năm 2004, đô thị Aguada de Pasajeros có dân số 31.687 người. Diện tích là 680 km² (262,5 mi²), với mật độ dân số là 46,6người/km² (120,7người/sq mi).